# Hermann Martlreiter
Hermann Martlreiter (* 8. Dezember 1954 in Landshut) ist ein deutscher Saxophonist und Flötist des Modern Jazz.
Martlreiter studierte an der Jazzschule München bei Leszek Zadlo. Nach ersten Auftritten mit Joe Viera und Hans Rettenbacher gehörte er zu den Big Bands von Al Porcino und Harald Rüschenbaum und zum Deutsch-Französischen Jazzensemble unter Albert Mangelsdorff und Jean-François Jenny-Clark, mit dem er auf den Jazzfestivals in Berlin, Paris und Lille auftrat. Zu seiner Band Airplay gehörten Peter Tuscher, Max Neissendorfer, Hans Rettenbacher und John Betsch, später Geoff Goodman, Rocky Knauer und John Betsch. Er arbeitete unter anderem mit Jim Pepper, Barbara Dennerlein, Charly Antolini, sowie seiner Frau, Beate Kittsteiner. Im Trio mit Sava Medan und Alex Sanguinetti interpretierte er die Musik von Bill Evans.

## Diskographische Hinweise
- Now & After (mit Felix Wahnschaffe, Ed Schuller, John Betsch).

## Lexikalische Einträge
- Jürgen Wölfer: Jazz in Deutschland. Das Lexikon. Alle Musiker und Plattenfirmen von 1920 bis heute. Hannibal, Höfen 2008, ISBN 978-3-85445-274-4.